# Licuan-Baay (Abra)
Licuan-Baay is een gemeente in de Filipijnse provincie Abra op het eiland Luzon. Bij de laatste census in 2007 had de gemeente bijna 4 duizend inwoners.

## Geografie

### Bestuurlijke indeling
Licuan-Baay is onderverdeeld in de volgende 11 barangays:
| - Bonglo - Bulbulala - Cawayan - Domenglay - Lenneng - Mapisla | - Mogao - Nalbuan - Poblacion - Subagan - Tumalip |

## Demografie
Licuan-Baay had bij de census van 2007 een inwoneraantal van 3.990 mensen. Dit zijn 178 mensen (4,7%) meer dan bij de vorige census van 2000. De gemiddelde jaarlijkse groei komt daarmee uit op 0,63%, hetgeen lager is dan het landelijk jaarlijks gemiddelde over deze periode (2,04%). Vergeleken met de census van 1995 is het aantal mensen met 124 (3,2%) toegenomen.

De bevolkingsdichtheid van Licuan-Baay was ten tijde van de laatste census, met 3.990 inwoners op 266,9 km², 14,9 mensen per km².